# Bandera de Llanes
La bandera de Llanes (Asturias), es rectangular de dimensiones 2:3. Dividida en dos franjas horizontales, roja la superior, de un ancho equivalente a 3/4 el ancho de la bandera, y verde la inferior, de 1/4 el ancho de la bandera. Tiene centrado el escudo del concejo de Llanes, fileteado en amarillo, y da continuidad a su patrón de colores.
- Datos: Q2877517